# Következtetési paradoxon
A következtetési paradoxon egy logikai paradoxon, amely annyit jelent, hogy logikában egymásnak ellentmondó feltételezésekből (premisszák) bármilyen következtetés levezethető. Meg kell ugyanakkor különböztetni az érvelési hibától, ahol a levezetés logikájában vétünk hibát. Paradoxonnak tekinthető, mert a következőt helyes érvelésnek tünteti fel:
- Esik az eső.
- Nem esik az eső.

ezért:
- George Washington a pápa.

## Probléma
A klasszikus logika szerint egy levezetés (amely feltételezésekből és következtetésből áll) akkor és csak akkor tekinthető helyesnek, ha nem létezik olyan szituáció, amelyben a feltételezések igazak, de a következtetés hamis.
- Ha esik az eső, a víz létezik. (feltétel)
- Esik az eső. (feltétel)
- A víz létezik. (következtetés)

Ebben a példában nincs olyan szituáció, amikor a feltételezések igazak, és a következtetés hamis. Mivel nincs ellenpéda, az érvelés helyes.
Ha azonban olyan feltételezésekből indulunk, amelyek egymásnak ellentmondanak, akkor azok nem lehetnek egyszerre igazak, így aztán nincs olyan lehetőség, hogy „a feltételezések igazak, de a következtetés nem”, azaz kielégíti a helyes érvelés követelményét.
Tekintsük például a következőt:
- Esik az eső. (feltétel)
- Nem esik az eső. (feltétel)
- George Washington a pápa. (következtetés)

Mivel nincs olyan lehetséges helyzet, amikor mindkét feltétel igaz lenne, tehát biztosan nincs olyan helyzet sem, amikor a feltételezések igazak, a következtetés viszont nem, tehát a levezetés helyes bármely következtetés esetén, tehát az ellentmondó feltételezésekből bármi levezethető.

## Magyarázat
A következtetési paradoxon abból a tényből ered, hogy a „helyes” levezetés mást jelent a klasszikus logikában, mint a hétköznapi nyelvben. A helyesről általában feltételezzük, hogy a következtetés, amire vezet, igaz, a logikában azonban csupán az ellenpélda létét zárja ki.
Többek közt a következtetési paradoxon feloldására született a releváns logika.